# Vittorio Rambaldi
Vittorio Rambaldi (* in Ferrara) ist ein italienischer Filmregisseur.
Rambaldi, Sohn des Effektspezialisten Carlo Rambaldi, war früh in Kontakt mit der Filmbranche gekommen, machte seinen Abschluss an der University of California, Los Angeles, und inszenierte 1988 einen in den USA gedrehten Tierhorrorfilm, der in preisgünstiger Produktion wenig Neues brachte. Sieben Jahre darauf folgte ein Actionthriller, weitere elf Jahre später der nach eigener Vorlage entstandene Animationsfilm Yo-rhad, un amico dallo spazio. Sein bislang letzter Film ist das Drama Il soffio dell'anima aus dem Jahr 2009. Daneben verantwortete er Dokumentationen, Musikclips und Werbefilme sowie das erste italienische multimediale Stück La storia bandita.
Neben Büchern für seine Filme schrieb Rambaldi, beginnend 2001 mit Amici per los pazio, etliche Kinderbücher. Er benutzt auch den amerikanisierten Namen Victor Rambaldi, unter dem er auch 2013 ein Buch über seinen Vater publizierte.

## Filmografie (Auswahl)
- 1988: Animal Rage (Rage, furia primitiva)
- 1995: Decoy
- 2006: Yo-rhad, un amico dallo spazio (Anime)
- 2009: Il soffio dell'anima